# Roberto Cortés
Roberto Cortés González (Iquique, 2 de febrero de 1905 — 30 de agosto de 1975) Fue un futbolista chileno. Jugaba de portero y militó en Colo-Colo. 

## Trayectoria
Inició su carrera en el fútbol como half (centrocampista) en el club «Abecé» de la oficina salitrera Anita. Al pasar al club «Perseverancia» tomó el puesto de portero. En el fútbol amateur su debut fue en el club «Deportivo Araucanía» de Antofagasta. Formó en las selecciones de Chuquicamata, Antofagasta y Norte Grande, equipo que fue campeón nacional en torneo preparatorio para el Campeonato Sudamericano de 1926.
Llegó a Colo-Colo en 1926 y fue titular en la gira que efectuó el club albo a Europa en 1927.
Era apodado como el viejo Cortés por su prematura calvicie.
Sus restos mortales descansan, desde el 4 de septiembre de 1975, en el Mausoleo de los Viejos Cracks de Colo-Colo.

## Selección nacional
Fue seleccionado chileno entre 1926 y 1935, periodo en el que jugó el Campeonato Sudamericano de Chile 1926 donde fue el arquero titular, formó parte la delegación que disputó el Torneo de Fútbol Olímpico de 1928 donde no vio acción en ningún partido más en la gira posterior en Europa jugó la gran parte de los partidos, fue convocado para la Copa del Mundo de Uruguay 1930, cita mundialista en la que fue el portero titular y donde mantuvo su valla invicta en los primeros dos duelos del seleccionado en el mundial, sin embargo en el tercer duelo no pudo hacer nada para evitar la derrota y eliminación de Chile a manos de Argentina y en el Campeonato Sudamericano 1935 donde jugó su último torneo como seleccionado siendo el arquero titular. 
Su estadística en la selección registra 14 partidos jugados pero solo 9 reconocidos como oficiales.

### Participaciones en Copas del Mundo
| Torneo               | Sede    | Resultado    | Partidos |
| -------------------- | ------- | ------------ | -------- |
| Copa Mundial de 1930 | Uruguay | Primera fase | 3        |

### Participaciones en Juegos Olímpicos
| Torneo                | Sede         | Resultado        |
| --------------------- | ------------ | ---------------- |
| Juegos Olímpicos 1928 | Países Bajos | Ronda Preliminar |

### Participaciones en el Campeonato Sudamericano
| Torneo                       | Sede  | Resultado     | Partidos |
| ---------------------------- | ----- | ------------- | -------- |
| Campeonato Sudamericano 1926 | Chile | Tercer puesto | 3        |
| Campeonato Sudamericano 1935 | Perú  | Cuarto lugar  | 3        |

## Clubes
| Club                | País  | Año         |
| ------------------- | ----- | ----------- |
| Chilex Chuquicamata | Chile | 1926        |
| Colo-Colo           | Chile | 1927 - 1936 |